# Gaston Berthe
Pour les articles homonymes, voir Berthe.
Gaston Berthe (1889-1952) est un homme politique français membre de la résistance intérieure française pendant la seconde guerre mondiale. Né et mort à Calais, dans le Pas-de-Calais, appartenant à une famille de fabricants de tulle et de dentelles, résistant de la première heure, déporté résistant en camp de concentration, il est maire de Calais de 1947 à 1952, et conseiller général du Pas-de-Calais de 1949 à 1952.

## Biographie
Gaston Victor Berthe nait à Calais le 31 décembre 1889. Il est le fils d'Henri Berthe, fabricant de tulle et de Henriette Marie Sophie Rossignol.
Toute sa vie se déroule dans sa ville natale. Gaston Berthe reprend la profession de son père : fabricant de tulles et de dentelles.
Il épouse à Calais le 11 décembre 1915 Delrue Élise.
Le couple a un fils prénommé Gaston lui aussi, né le 28 avril 1916 et une fille Denise, née le 28 avril 1919. Comme l'ensemble de la famille, Denise participera à l'action de résistance de son père et recevra à ce titre la Croix de guerre 1939-1945.
En 1932, Gaston Berthe fonde la société philanthropique "L'Entr'Aide" de Calais.
En 1944, Gaston Berthe est membre du comité de la "Chambre syndicale des fabricants de tulles et de dentelles de Calais".
Il meurt à Calais le 28 mars 1952, lors de son second mandat de maire, d'une crise cardiaque, à l'âge de 63 ans,. Ses funérailles rassemblent une foule immense, encore plus considérable que celle présente en 1910 pour rendre hommage aux victimes du naufrage du sous marin Pluviôse (Q51).

## Résistant
Gaston Berthe s'est déjà illustré pendant la première guerre mondiale : engagé à l'hôpital militaire 27 de Calais de 1914 à 1918, ce qui lui vaut de recevoir une distinction à ce titre (voir ci-dessous).
Dénommé « Le père tranquille de la Résistance » par Les Échos du Pas-de-Calais, pour sa conduite pendant la seconde guerre mondiale, Gaston Berthe s'engage très tôt dans l'action de résistance intérieure française. Calais, comme toute la région Nord-Pas-de-Calais, est directement occupée par les Allemands et administrativement rattachée à la Belgique. Gaston Berthe refuse l'armistice de 1940. Toute la famille, depuis sa femme jusqu'à ses enfants, va s'impliquer dans les actions de résistance .
En 1940, il ravitaille des réfugiés cachés chez sa belle-sœur et aide un ménage qui cache 4 soldats anglais. En août 1941, il ramène chez lui un aviateur australien de la Royal Air Force.
Il s'engage dans divers mouvements de résistance : « Alibi Jean de Vienne », « Capitaine Michel », « Pat O'Leary » ou « Prat ».
Ce dernier réseau récupère les aviateurs alliés abattus dans le Calaisis pour leur faire retrouver l'Angleterre.
En avril 1942, les Allemands interrogent la famille, sans conséquences directes, la famille ne cachant pas de réfugiés à ce moment-là.
Gaston Berthe participe activement à des actions dangereuses.
Les Allemands infiltrent et démantèlent le réseau faisant gagner l'Angleterre à des aviateurs alliés, en faisant passer un pseudo aviateur canadien. En février ou avril 1943, Gaston Berthe est arrêté à Balinghem où il réside, sa maison de Calais, rue Descartes, ayant été réquisitionnée par un officier allemand dès le début de l'occupation. Il est emmené à la prison de Loos près de Lille et passe en jugement en juillet 1943. Il est condamné à huit ans de travaux forcés. Sa femme et ses enfants peuvent lui rendre visite tous les 15 jours jusqu'en octobre 1943. Gaston Berthe est ensuite envoyé en déportation. Il est d'abord mené à la prison Saint-Gilles à Bruxelles.
La famille reste sans nouvelles pendant un an jusqu'à une carte postale de la Croix-Rouge, datée d'avril 1945. Gaston Berthe rentre de déportation le 28 avril 1945, très diminué et souffrant physiquement après avoir pu envoyer un télégramme depuis Paris annonçant son retour. Il ne pèse plus que 43 kilos, ce qui ne l'empêche pas de déclarer avec un humour sarcastique « Ils ont eu la graisse mais pas la peau ». Il porte les mêmes vêtements que le jour de son arrestation. Il revient du camp de Nieder-Roden-Rodgau, camp pour politiques, dépendant de Buchenwald, délivré par l'armée américaine du général Patton.
Son attitude pendant cette période lui vaudra de recevoir la Légion d'honneur « pour services exceptionnels de guerre et de résistance ».
En 1945, il est président de la section de Calais de la Fédération nationale des déportés et internés résistants et patriotes. Il est également la même année président d'honneur de l'Amicale des Anciens de la Résistance.

## Carrière politique
Gaston Berthe siège d'abord au conseil municipal de Calais en tant que conseiller municipal puis se présente en tant que tête de liste (sous l'étiquette S.F.I.O) aux élections municipales de 1947.
En 1947, Vincent Auriol socialiste est élu président de la quatrième République. La section SFIO de Calais cherche une tête de liste pouvant mener la bataille des élections municipales. Gaston Berthe se laisse convaincre d'en prendre la tête afin de rassembler au nom de l'intérêt et de l'avenir de Calais. Sa liste arrive en tête et il devient maire. Au conseil municipal siègent trois anciens maires : Léon Vincent, Jacques Vendroux, ami de la résistance mais opposant politique, Hubert Defachelles.
Calais est sortie de la deuxième guerre mondiale sinistrée : détruite à 73 % (voir Histoire de Calais), la tâche est donc immense et les besoins considérables. Gaston Berthe se consacre totalement, malgré les souffrances endurées pendant la déportation, à la reconstruction de la ville, à la renaissance de celle-ci en remettant en ordre les services municipaux. Il travaille en collaboration étroite avec les services préfectoraux pour rétablir le fonctionnement normal de la cité et de la vie démocratique.
Au sein du conseil municipal, les tensions politiques sont fortes, la marge de manœuvre du maire étroite. En février 1950, le budget est refusé, le conseil des ministres dissout le conseil municipal et provoque de nouvelles élections. Les électeurs choisissent quasiment les mêmes personnes, Gaston Berthe retrouve son fauteuil de maire, qu'il garde jusqu'à sa mort en 1952.
Il est membre de la commission administrative des hospices en qualité de délégué préfectoral en 1947.
En mai 1948, Gaston Berthe préside l'association des anciens maires du Pas-de-Calais.
Il occupe encore la fonction de conseiller général socialiste du Pas-de-Calais, canton de Calais, de 1949 à 1952, année de sa mort.
Gaston Berthe avait su se gagner la sympathie de ses administrés, ils le surnommaient affectueusement « Gastounet ».

## Distinctions
- Médaille de la reconnaissance française pour son attitude pendant la première guerre mondiale, reçue le 16 août 1920[4].
- Médaille de la résistance française en 1947[4].
- Médaille des Forces Françaises Libres en 1947[4].
- Médaille américaine en 1947 : citation pour la Médaille de la Liberté du général Dwight D. Eisenhower[4].
- Médaille anglaise en 1947 : citation pour la Médaille Royale de Courage pour la cause de la Liberté[4].
- Chevalier de la Légion d'honneur (décret du 25 février 1949, Journal Officiel du 27 février 1949[16], Ministère de la Défense nationale, pour prendre rang au 30 décembre 1948) en qualité de sous-lieutenant[17]. Gaston Berthe, alors maire de Calais, a été reçu dans l'ordre, à Calais, le 11 juin 1949 par Georges Phalempin, Officier de la Légion d'honneur, Préfet du Pas-de-Calais[18].
- Croix de Guerre 1939-1945, avec palmes (distinction incluse dans la nomination en tant que chevalier de la Légion d'honneur[15]. Cette nomination annule la précédente distinction Croix de guerre 1939-1945 avec étoile d'argent reçue en 1946[4].

La ville de Calais a rendu hommage à son ancien maire en donnant son nom à une importante rue de la ville : Digue Gaston Berthe.
Au moins, deux expositions ont été organisées en hommage à Gaston Berthe à Calais, en novembre 2010 avec la collaboration très impliquée de son petit-fils, à la salle du Minck, et en février 2013 au musée Mémoire du parc Saint-Pierre, première exposition de l'année pour ce site, en présence de descendants du résistant.

## Portrait
Une photographie de Gaston Berthe figure en page 18 des Échos du Pas-de-Calais et en page 2 de Commission féminine des guerres 14-18/39-45 des Amis du Vieux Calais.